# Universiti Teknologi Petronas
Universiti Teknologi Petronas (UTP) – malezyjska uczelnia prywatna w Seri Iskandar (stan Perak). Została założona w 1997 roku.